# 井川瑠音
井川 瑠音（いかわ るね、1992年8月1日 - 2023年11月18日）は、日本の女優、タレント、モデルである。旧芸名は横川 ユカ（よこかわ ユカ）。神奈川県横浜市出身。

## 経歴
女優、タレントとして映像作品、広告、舞台などで活動した。
スターダストプロモーションおよびプラチナムプロダクションを経て、エナエンターテイメントに所属。プラチナムプロダクション所属時代には横川ユカ名義で活動していた。
2023年1月25日に放送されたバラエティ番組『水曜日のダウンタウン』に出演をした際、放送直後にその演技や美貌が大きな反響を呼ぶことになりTwitterのトレンド入りを果たすなど話題となった。
体調不良のため療養していたが、2023年11月18日早朝、死去した。31歳没。訃報は同年12月1日に所属事務所のエナエンターテイメントから公表された。5年ほど前にがんが見つかり芸能活動は続けながらも闘病中であったことが、近しい知人の話として一部メディアで報じられた。

## 人物
- 父は日本人で母はスペイン系フィリピン人のハーフ[8]。
- アニメが好き。
- 将来自分の香水を作りたいほど香りが好きで、バニラ系を好んだ。
- プラチナムプロダクション時代の同僚だった堀有里[9]と仲が良くて舞台でも共演することが多く、堀が演出も兼任した『菅生ゼミ休講のお知らせ』シリーズにも出演した[10][11][12]。

## 出演

### ライブステージ
ブラウザゲーム『艦隊これくしょん -艦これ-』リアルイベント
2022年
- C2機関 鎮守府New Year Special Live!2022 - 艦娘遊撃隊 比叡、深海道化鬼 役
- C2機関 「艦これ」呉鎮守府巡り2022・呉市制120周年記念【ちんじゅふ。艦娘Special Live in 呉鎮守府2022】 - 艦娘遊撃隊 比叡 役

2023年
- C2機関 鎮守府新春New Year SHIGURE Live! 2023
- C2機関佐世保本遠征「艦これ」公式コラボ【Operation SASEBO Expedition 2023】佐世保鎮守府”SASEBO Special Stage!”
- C2機関舞鶴遠征「艦これ」公式コラボ【Operation MAIZURU Expedition 2023】1MYB Special Live in MAIZURU

### バラエティ番組
- 法円坂ホラー研究会 谷町第二高等学校（2013年6月 - 2014年3月、BS-TBS）
- Love or Delete（2020年5月30日 - 6月27日、ABEMA）[13]
- 水曜日のダウンタウン「犯人を見つけるまでミステリードラマの世界から抜け出せないドッキリ、めちゃしんどい説」（2023年1月25日、TBS）[14][15]
- ヒロミ・指原の“恋のお世話始めました”（2023年3月9日[注釈 1]・5月26日、テレビ朝日 / ABEMA）[16][17]

### 映画
- GOTH（2008年12月20日）
- 原宿Picnic ローラーベア 3 short movies「初恋モータース」（2017年12月23日 - 27日上映）
- 東京リベンジャーズ（2021年7月9日）

### オリジナルビデオ
- レディースvsワルメン（2010年）

### ドラマ
テレビドラマ
- 天使のナイフ 第4話（2015年3月15日、WOWOW）
- 世にも奇妙な物語 '17秋の特別篇 「運命探知機」（2017年10月14日、フジテレビ）
- クライムファミリー（2023年4月12日 - 5月3日、フジテレビ） - 竹内麻美 役[18][19]

配信ドラマ
- サンクチュアリ -聖域- 第6話（2023年5月4日、Netflix）[20]

Webドラマ
- Web短編ドラマ NetWorld『緑川七湖の大作戦』（2021年） - 主演：緑川七湖 役

### CM
- 学習塾「練成会」 北海道放送限定CM（2006年）
- 「進研ゼミ中学講座」 web広告（2007年）
- 「マイナビバイト」 web動画、広告（2015年）
- 美容室 sun quest 広告モデル（2016年）
- サントリー 「ホームメイドスタイル」 SNS movie（2016年）
- きものの三松 卒業式用袴広告モデル（2017年）
- 「LISTEN #ストーリーで就活 (フルver.)」web CM（2018年）
- FISM「熱い男 リテール」篇 CM（2023年）

### 舞台
2010年
- amipro×KEN produce『なつきとオバケくぬぎ』（6月）
- 東京俳優市場2010冬 第2話「さよならの11月」（11月）

2011年
- 孤独のバニーズ第一回公演『孤独のバニーズ』（7月）

2012年
- projectDREAMER2012『ヘレネのファインプレー〜少女紙袋伝説〜』（9月）
- ヒロセプロジェクト『キミと星空に未来を描いた日』（11月）

2014年
- アリスインプロジェクト『セブンフレンズ・セブンミニッツ』（12月、六行会ホール） - 時組 八島記理子 役

2015年
- projectDREAMER2015 vol.2『Rainy Blue』（4月）
- VACAR entertainment『チェンジオブワールド』（7月、上野ストアハウス） - 内田智子 役
- Onely（10月）

2016年
- PUPA CINEMATIC STAGE 7『FOOLISH』（4月）
- ACTOR'S TRASH ASSH『世界は僕のCUBEで造られる・2016』〜Premiere Edit Ver.〜（6月）
- 城下町のダンデライオン（8月、CBGKシブゲキ!!） - 櫻田岬 役
- 僕は今日も明日のキミに恋をする。（10月）

2017年
- ミュージカル『僕と幻のエデン』（2月）
- ヒエロマネジメント produce公演『1ピース（イチピース）』（3月） - ヒロイン
- AGN@Enthena プロデュース『フルコンタクト！〜松風少年院・第七分院くすのき寮合唱団〜』（5月、萬劇場） - 望月ひまり 役
- End es produce 即興劇イベント『リベルテ vol.3』（6月）
- ◯組本公演『バック・トゥ・ザ・君の笑顔』（8月10日 - 13日、武蔵野芸能劇場 小劇場） - 金城彩夏 役
- 劇団バルスキッチン 旗揚げ公演『青春フルスロットル』（11月29日 - 12月3日、シアターブラッツ） - ヒロイン：谷口理子 役

2018年
- 新海誠監督原作舞台『雲のむこう、約束の場所』（4月20日 - 24日、東京国際フォーラム ホールC / 5月2日、NHK大阪ホール） - 米軍兵士 吉澤梨子 役
- VACAR ENTERTAINMENT 『チェンジオブワールド』（6月19日 - 24日、新宿村LIVE） - 内田智子 役
- fragment edge No.7『QuartZ -クォーツ』（7月12日 - 16日、TACCS1179） - 大神フリージア 役
- 音楽劇『プラチナハーツ』（10月7日 - 14日、ワーサルシアター八幡山劇場） - 主演：ねこ 役

2019年
- 『菅生ゼミ休講のお知らせ』（1月8日 - 14日、Theater新宿スターフィールド） - 桃瀬 役
- LIVEDOG『クレイジーメルヘン』 - 5歳がな子 役
- 劇団ドリームプリンセス『スリーアウト！-サヨナラ篇-』 - 花村りえ 役
- ミラージュプロジェクト『ヒーローがいた世界事情』 - 主演：黒崎葵 役
- Alexandrite Stage『CHICACO』（10月22日 - 27日、ラゾーナ川崎プラザソル） - 相葉舞 役
- 『菅生ゼミ休講のお知らせ2期』（11月1日・4日、Theater新宿スターフィールド） - 日替わりゲスト：群青 役
- Y's ExP.『IBUKI 2019』（11月28日 - 12月3日、TACCS1179） - 内海優夢 役

2021年
- 『菅生ゼミ休講のお知らせ3期』（3月31日 - 4月11日、Theater新宿スターフィールド） - 群青 役
- 劇団企画ユニット 劇団山本屋CUWT project vol.1.0『風を切れ 2020』 - カナミ 役
- 神田時来組『令和版!!そして龍馬は殺された』 - 瓦版女 役

### その他
- 藤商事イメージガール「FUJI☆7GIRLs」（2012年5月 - 2014年3月）
- ORICON NEWS「ストリートスナップ 注目GIRL」[28]